# Institut Benjamenta
Pour plus de détails, voir Fiche technique et Distribution.
Institut Benjamenta (Institute Benjamenta, or This Dream People Call Human Life) est un film réalisé par les Frères Quay, sorti en 1995. C'est l'adaptation du roman Jakob von Gunten de Robert Walser publié en 1909.

## Synopsis
Jakob arrive à l'Institut Benjamenta tenu par les frère et sœur Johannes and Lisa Benjamenta pour y apprendre le métier de serviteur.

## Fiche technique
- Titre original : Institute Benjamenta, or This Dream People Call Human Life
- Titre français : Institut Benjamenta
- Réalisation : Frères Quay
- Scénario : Frères Quay et Alan Passes d'après Robert Walser
- Photographie : Nic Knowland
- Montage : Larry Sider
- Scénographie : Jennifer Kernke
- Costumes : Nicky Gillibrand
- Musique : Lech Jankowski
- Montage son : Larry Sider
- Production : Channel 4 avec la participation du British Screen, une co-production Atelier Koninck, Image Forum, Pandora film[1]
- Pays d'origine : Royaume-Uni-Allemagne-Japon
- Format : Noir et blanc - 35 mm - Mono
- Genre : drame
- Durée : 104 minutes
- Date de sortie : 1995
  - France : 4 décembre 2019 (ressortie[1])

## Distribution
- Mark Rylance : Jakob
- Alice Krige : Lisa Benjamenta
- Gottfried John : Johannes Benjamenta
- Daniel Smith : Kraus
- Joseph Alessi : Pepino
- Jonathan Stone : Hebling
- César Sarachu : Inigo
- Peter Lovstrom : Jorgenson
- Uri Roodner : Schilinski
- Peter Whitfield : Null